# Santuario della Madonna della Stella (Montefalco)
Il santuario della Madonna della Stella è un edificio di culto cattolico situato nel comune di Montefalco, in provincia di Perugia; il nome indica anche l'omonima frazione del comune (232 m s.l.m., 96 abitanti secondo i dati Istat del 2001).
Il piccolo paese si trova a metà strada tra Montefalco e Spoleto, al centro della pianura spoletina.

## Storia

### La chiesa originaria
Le prime tracce di una chiesa nel luogo ove sorge l'attuale santuario risalgono al 1525. La chiesa originaria, dedicata a san Bartolomeo apostolo, crolla però nel 1832 a seguito di un violento terremoto. Si salva solo un affresco, una Madonna con Bambino di Paolo Botulli da Percanestro (discepolo del Perugino).

### La storia dell'apparizione della Madonna
Nel 1860 la signora Santa Bonifazi di Fratta, località nel cui territorio si trovava l'antica chiesa, mandò a dire al parroco, don Brunetti, che la Madonna «...vuole essere di nuovo onorata in quel luogo» e di ricostruire la chiesa. La situazione economica della parrocchia, però, non era tale da consentire un'opera così grandiosa ed il parroco commentò che, se la Madonna voleva la chiesa, doveva provvedersi il denaro necessario.
Accadde quindi che, nel 1862, un bambino di soli cinque anni, che giocava nei pressi dei ruderi della chiesa di san Bartolomeo, sostenne di aver visto la Vergine Maria. Il bambino si chiamava Federico (Righetto) Cionchi. A lui, la Vergine, secondo i fatti riferiti prima si sarebbe manifestata chiamandolo per nome, poi lo avrebbe accarezzato sul capo, quindi gli avrebbe rivolto parole semplici («Righetto, sii buono!»).
Il fanciullo, tornato a casa, riferì alla madre di aver veduto una "bella signora" ed il loro dialogo. La sorellina Rosa, che stava con lui durante i giochi riferì, al contrario, di non aver visto nessuna signora.
La mamma proibì a Righetto di recarsi nuovamente presso i ruderi senza il suo permesso, ma egli continuò a riferire ulteriori apparizioni alla madre.
Fu lei, inconsapevolmente, confidando la cosa ad un'amica, a generare tanta attenzione sul suo figliolo, che ben presto divenne oggetto di domande e richieste da parte di persone desiderose di assistere ad una apparizione. L'amica, infatti, commentava dicendo che «...i fanciulli sono amati dal cielo».
La notizia di queste apparizioni si diffuse rapidamente e superò anche i confini regionali. Un contributo significativo alla diffusione della notizia venne dalle testimonianze di presunte grazie e miracoli ricevuti da parte dei fedeli che frequentavano la chiesa.

### La nuova chiesa
Si procedette così alla costruzione di un nuovo e più grande santuario, i cui lavori vennero finanziati dalle sovvenzioni dei fedeli. La chiesa fu dedicata a Maria Auxilium Christianorum (Maria aiuto dei cristiani).
In seguito, un nuovo terremoto (1878) devastò la chiesa appena costruita, ma con i contributi di tanti devoti e di papa Leone XIII l'opera fu ripristinata rapidamente.
Il vescovo Giovanni Battista Arnaldi, infine, affidò la chiesa di Madonna della Stella ai padri passionisti mediante una convenzione col generale dell'ordine del tempo, Cesare Silvestrelli, futuro beato Bernardo Maria di Gesù, il cui corpo si trova nel santuario dei passionisti di Moricone.
Nel 1997 il santuario è stato duramente colpito dal terremoto che ha devastato l'Umbria e le Marche. I lavori di restauro della chiesa si sono conclusi nel 2005, mentre quelli per il restauro del convento annesso sono in corso.

## Monumenti e luoghi d'arte

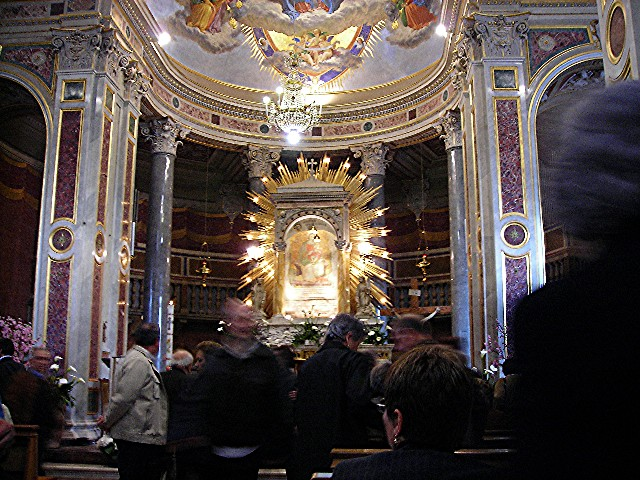
L'abside.

Il santuario, inaugurato nel 1884, è dedicato a Maria Auxilium Christianorum. L'architetto umbertidese Giovanni Santini progettò una chiesa di stile neoclassico, con tratti baroccheggianti, in specie nel campanile a cupolino. L'interno, 800 m² a croce latina, è in travertino ricoperto da marmoridea, una sorta di intonaco con aspetto marmoreo. Sopra l'altare si trova l'affresco di Paolo Bontulli dell'antica chiesa.

## Campanile
Il campanile si presenta in stile neoclassico, slanciato e a cupolino con 8 colonne portanti. Venne lesionata una colonna portante a causa del sisma del 26 Settembre 1997 ma venne restaurato nell'arco di 5 anni. Contiene un concerto di 5 campane a battaglio cadente in Mi3

## Manifestazioni
L'edificio, che oggi attira numerosi pellegrini, è santuario mariano per la diocesi di Spoleto-Norcia e come tale è meta di frequenti pellegrinaggi anche locali.
La festa patronale è fissata all'8 settembre. Essa è preceduta da un ottavario che vede da una parte la peregrinatio della statua della Madonna della Stella in alcune parrocchie che ne facciano richiesta (da dove tornerà il 7 settembre sera), e dall'altra le celebrazioni in santuario.
In tutta la giornata dell'8 settembre il paese viene invaso da bancarelle e fedeli, nella serata piccole esibizioni di cantanti del posto allietano i passanti fino alla mezzanotte, quando i fuochi d'artificio mettono fine alle celebrazioni.